# Dècada del 990

## Esdeveniments
- 996 - Gregori V relleva Joan XV com a Papa
- 999 - Silvestre II relleva Gregori V

## Personatges destacats
- Canut el Gran, rei de Dinamarca
- Otó III, emperador romanogermànic
- Gregori V, Papa
- Silvestre II, Papa
- Almansor